# Amata longipennis
Amata longipennis là một loài bướm đêm thuộc phân họ Arctiinae, họ Erebidae.